# Inflectarius
Inflectarius é um género de gastrópode  da família Polygyridae.
Este género contém as seguintes espécies:
- Inflectarius approximans (G. H. Clapp, 1905)
- Inflectarius downieanus (Bland, 1861)
- Inflectarius edentatus (Sampson, 1889)
- Inflectarius ferrissi (Pilsbry, 1897)
- Inflectarius inflectus (Say, 1821)
- Inflectarius kalmianus (Hubricht, 1965)
- Inflectarius magazinensis (Pilsbry & Ferriss, 1907)
- Inflectarius rugeli (Shuttleworth, 1852)
- Inflectarius smithi (G. H. Clapp, 1905)
- Inflectarius subpalliatus (Pilsbry, 1893)
- Inflectarius verus (Hubricht, 1954)